# Cratere Neive
Neive  è un cratere sulla superficie di Marte.